# Maksim Karpowicz
Maksim Piatrowicz Karpowicz, biał. Максім Пятровіч Карповіч, ros. Максим Петрович Карпович, Maksim Pietrowicz Karpowicz (ur. 27 lutego 1986 w Białoruskiej SRR) – białoruski piłkarz, grający na pozycji pomocnika lub obrońcy. 

## Kariera piłkarska

### Kariera klubowa
W 2003 rozpoczął karierę piłkarską w drużynie Sławija Mozyrz, skąd w następnym roku przeszedł do Naftanu Nowopołock. W 2010 bronił barw klubu Dniapro Mohylew. W styczniu 2011 podpisał 2-letni kontrakt z ukraińską Worskłą Połtawa, ale już latem 2011 opuścił połtawski klub.